# Wereldkampioenschappen kortebaanzwemmen 1999
Hongkong trad op als gastheer van de vierde editie van de wereldkampioenschappen zwemmen kortebaan (25 meter). Het toernooi in de voormalige Britse kroonkolonie, inmiddels onderdeel van de Volksrepubliek China, had plaats van donderdag 1 april tot en met zondag 4 april 1999. Net als twee jaar eerder, toen Göteborg gastheer was van het toernooi, koos de organisatie voor een bestaand multifunctioneel sport- en amusementscomplex, het imposant grote Coliseum, dat werd voorzien van een tijdelijk 25-meterbassin.
Aan het toernooi deden volgens de officiële FINA-opgave 516 zwemmers en zwemsters mee, afkomstig uit 61 landen. Het evenement resulteerde in acht wereld- en elf Europese records op. Voor het eerst was bij een groot internationaal toernooi de zogeheten eenstart-regeling van kracht: een valse start werd meteen bestraft met diskwalificatie.
Nederland verscheen met een 25 zwemmers sterke equipe, die in totaal 22 finaleplaatsen behaalde: tien bij de vrouwen, twaalf bij de mannen. Grootste verrassing was de bronzen medaille van Joris Keizer op de 50 meter vlinderslag. Opmerkelijk was de wereldtitel, die Nederland in de schoot geworpen kreeg op de 4×200 meter vrije slag. Australië probeerde in de series het wereldrecord te verbeteren met de 'reserveploeg', maar beging daarbij een blunder. Nadat de opstelling was doorgegeven, bedacht een van de coaches dat de twee laatste zwemmers toch beter met elkaar van plaats konden wisselen. Die ‘move’ werd de Australiërs fataal, omdat zoiets bij reglement sinds enkele jaren verboden is.

## Uitslagen

### 50 metervrije slag
| Mannen | Mannen              | Mannen | Mannen |
| #      | Zwemmer             | Land   | Tijd   |
| ------ | ------------------- | ------ | ------ |
| Goud   | Mark Foster         | GBR    | 21,81  |
| Zilver | José Meolans        | ARG    | 21,84  |
| Brons  | Mark Veens          | NED    | 21,88  |
| 4      | Bartosz Kizierowski | POL    | 21,99  |
| 5=     | Alexander Popov     | RUS    | 22,10  |
| 5=     | Lorenzo Vismara     | ITA    | 22,10  |
| 7      | Ricardo Busquets    | PUR    | 22,21  |
| 8      | Marcos Hernadez     | CUB    | 22,27  |

| Vrouwen | Vrouwen               | Vrouwen | Vrouwen  |
| #       | Zwemster              | Land    | Tijd     |
| ------- | --------------------- | ------- | -------- |
| Goud    | Inge de Bruijn        | NED     | ER 24,35 |
| Zilver  | Jenny Thompson        | USA     | 24,57    |
| Brons   | Alison Sheppard       | GBR     | 24,97    |
| 4       | Sue Rolph             | GBR     | 25,01    |
| 5       | Sumika Minamoto       | JPN     | 25,04    |
| 6       | Anna-Karin Kammerling | SWE     | 25,08    |
| 7       | Rania El-Wany         | EGY     | 25,21    |
| 8       | Therese Alshammar     | SWE     | DSQ      |

### 100 meter vrije slag
| Mannen | Mannen                    | Mannen | Mannen |
| #      | Zwemmer                   | Land   | Tijd   |
| ------ | ------------------------- | ------ | ------ |
| Goud   | Lars Frölander            | SWE    | 47,05  |
| Zilver | Michael Klim              | AUS    | 47,49  |
| Brons  | Bartosz Kizierowski       | POL    | 47,75  |
| 4      | Chris Fydler              | AUS    | 47,86  |
| 5      | Pieter van den Hoogenband | NED    | 48,18  |
| 6      | Mark Veens                | NED    | 48,39  |
| 7      | Denis Pimankov            | RUS    | 48,55  |
| 8      | José Meolans              | ARG    | 48,78  |

| Vrouwen | Vrouwen           | Vrouwen | Vrouwen |
| #       | Zwemster          | Land    | Tijd    |
| ------- | ----------------- | ------- | ------- |
| Goud    | Jenny Thompson    | USA     | 53,24   |
| Zilver  | Sandra Völker     | GER     | 53,76   |
| Brons   | Sue Rolph         | GBR     | 53,78   |
| 4       | Martina Moravcová | SVK     | 53,79   |
| 5       | Inge de Bruijn    | NED     | 54,07   |
| 6       | Sarah Ryan        | AUS     | 54,97   |
| 7       | Lori Munz         | AUS     | 55,04   |
| 8       | Louise Jöhncke    | SWE     | 55,06   |

### 200 metervrije slag
| Mannen | Mannen                    | Mannen | Mannen     |
| #      | Zwemmer                   | Land   | Tijd       |
| ------ | ------------------------- | ------ | ---------- |
| Goud   | Ian Thorpe                | AUS    | WR 1.43,28 |
| Zilver | Michael Klim              | AUS    | 1.43,78    |
| Brons  | Pieter van den Hoogenband | NED    | 1.44,39    |
| 4      | Massimiliano Rosolino     | ITA    | 1.45,96    |
| 5      | Michael Kiedel            | GER    | 1.46,61    |
| 6      | Mark Johnston             | CAN    | 1.47,16    |
| 7      | Johan Kenkhuis            | NED    | 1.47,39    |
| 8      | Yoav Bruck                | ISR    | 1.47,59    |

| Vrouwen | Vrouwen           | Vrouwen | Vrouwen |
| #       | Zwemster          | Land    | Tijd    |
| ------- | ----------------- | ------- | ------- |
| Goud    | Martina Moravcová | SVK     | 1.56,11 |
| Zilver  | Caini Qin         | CHN     | 1.57,26 |
| Brons   | Josefin Lillhage  | SWE     | 1.57,46 |
| 4       | Mette Jacobsen    | DEN     | 1.57,60 |
| 5       | Karen Pickering   | GBR     | 1.57,95 |
| 6       | Nadejda Chemezova | RUS     | 1.58,02 |
| 7       | Laura Nicholls    | CAN     | 1.58,61 |
| 8       | Claudia Poll      | CRC     | 1.58,95 |

### 400 metervrije slag
| Mannen | Mannen                | Mannen | Mannen     |
| #      | Zwemmer               | Land   | Tijd       |
| ------ | --------------------- | ------ | ---------- |
| Goud   | Grant Hackett         | AUS    | WR 3.35,01 |
| Zilver | Ian Thorpe            | AUS    | 3.35,64    |
| Brons  | Massimiliano Rosolino | ITA    | 3.42,81    |
| 4      | Emiliano Brembilla    | ITA    | 3.42,98    |
| 5      | Jacob Carstensen      | DEN    | 3.46,04    |
| 6      | Paul Palmer           | GBR    | 3.46,34    |
| 7      | Alexei Filipets       | RUS    | 3.47,88    |
| 8      | Luiz Lima             | BRA    | 3.48,63    |

| Vrouwen | Vrouwen           | Vrouwen | Vrouwen |
| #       | Zwemster          | Land    | Tijd    |
| ------- | ----------------- | ------- | ------- |
| Goud    | Nadejda Chemezova | RUS     | 4.05,23 |
| Zilver  | Caini Qin         | CHN     | 4.06,34 |
| Brons   | Joanne Malar      | CAN     | 4.06,83 |
| 4       | Kirsten Vlieghuis | NED     | 4.07,98 |
| 5       | Carla Geurts      | NED     | 4.09,00 |
| 6       | Claudia Poll      | CRC     | 4.10,40 |
| 7       | Lotta Wanberg     | SWE     | 4.12,72 |
|         | Hua Chen          | CHN     | DSQ     |

### 1500 metervrije slag
| Mannen | Mannen           | Mannen | Mannen   |
| #      | Zwemmer          | Land   | Tijd     |
| ------ | ---------------- | ------ | -------- |
| Goud   | Grant Hackett    | AUS    | 14.32,87 |
| Zilver | Graeme Smith     | GBR    | 14.45,41 |
| Brons  | Daniel Kowalski  | AUS    | 14.51,44 |
| 4      | Ian Wilson       | GBR    | 14.58,40 |
| 5      | Igor Snitko      | UKR    | 15.00,44 |
| 6      | Luiz Lima        | BRA    | 15.02,87 |
| 7      | Alexei Filipets  | RUS    | 15.03,15 |
| 8      | Alexei Kovrigiun | RUS    | 15.04,06 |

| Vrouwen | Vrouwen           | Vrouwen | Vrouwen |
| #       | Zwemster          | Land    | Tijd    |
| ------- | ----------------- | ------- | ------- |
| Goud    | Hua Chen          | CHN     | 8.20,13 |
| Zilver  | Rachel Harris     | AUS     | 8.23,36 |
| Brons   | Flavia Rigamonti  | SUI     | 8.26,38 |
| 4       | Kirsten Vlieghuis | NED     | 8.29,41 |
| 5       | Carla Geurts      | NED     | 8.31,99 |
| 6       | Ingrid Bourre     | FRA     | 8.37,05 |
| 7       | Emily Pedrazzini  | AUS     | 8.37,07 |
| 8       | Sarah Collings    | GBR     | 8.37,76 |

### 50 meterrugslag
| Mannen | Mannen             | Mannen | Mannen |
| #      | Zwemmer            | Land   | Tijd   |
| ------ | ------------------ | ------ | ------ |
| Goud   | Rodolfo Falcon     | CUB    | 24,34  |
| Zilver | Mariusz Siembida   | POL    | 24,41  |
| Brons  | Matt Welsh         | AUS    | 24,70  |
| 4=     | Daniel Carlsson    | SWE    | 24,78  |
| 4=     | Darius Grigalionis | LTU    | 24,78  |
| 6      | Nuno Laurentino    | POR    | 24,91  |
| 7      | Alexander Popov    | RUS    | 25,04  |
| 8      | Dan Westcott       | USA    | 25,15  |

| Vrouwen | Vrouwen         | Vrouwen | Vrouwen |
| #       | Zwemster        | Land    | Tijd    |
| ------- | --------------- | ------- | ------- |
| Goud    | Sandra Völker   | GER     | 27,63   |
| Zilver  | Mai Nakamura    | JPN     | 27,73   |
| Brons   | Kellie McMillan | AUS     | 28,29   |
| 4       | Dyana Calub     | AUS     | 28,41   |
| 5       | Erin Gammel     | CAN     | 28,66   |
| 6       | Anu Koivisto    | FIN     | 28,73   |
| 7       | Donghua Lu      | CHN     | 28,84   |
| 8       | Metka Sparavec  | SLO     | 28,99   |

### 100 meterrugslag
| Mannen | Mannen                 | Mannen | Mannen |
| #      | Zwemmer                | Land   | Tijd   |
| ------ | ---------------------- | ------ | ------ |
| Goud   | Rodolfo Falcon         | CUB    | 52,44  |
| Zilver | Matt Welsh             | AUS    | 52,45  |
| Brons  | Mariusz Siembida       | POL    | 53,27  |
| 4      | Darius Griagalionis    | LTU    | 53,28  |
| 5      | Alexandre Massura Neto | BRA    | 53,37  |
| 6      | Neil Willey            | GBR    | 53,55  |
| 7      | Mattias Ohlin          | SWE    | 54,30  |
| 8      | Martin Harris          | GBR    | 54,57  |

| Vrouwen | Vrouwen           | Vrouwen | Vrouwen |
| #       | Zwemster          | Land    | Tijd    |
| ------- | ----------------- | ------- | ------- |
| Goud    | Mai Nakamura      | JPN     | 58,67   |
| Zilver  | Kelly Stefanyshyn | CAN     | 1.00,43 |
| Brons   | Erin Gammel       | CAN     | 1.00,49 |
| 4       | Giaan Rooney      | AUS     | 1.00,52 |
| 5       | Yulia Fomenko     | RUS     | 1.01,01 |
| 6       | Paige Francis     | USA     | 1.01,27 |
| 7       | Anu Koivisto      | FIN     | 1.01,65 |
| 8       | Brenda Starink    | NED     | 1.02,22 |

### 200 meterrugslag
| Mannen | Mannen             | Mannen | Mannen  |
| #      | Zwemmer            | Land   | Tijd    |
| ------ | ------------------ | ------ | ------- |
| Goud   | Josh Watson        | AUS    | 1.54,67 |
| Zilver | Mark Versfeld      | CAN    | 1.55,42 |
| Brons  | Sergei Ostaptchouk | RUS    | 1.55,61 |
| 4      | Adrian Radley      | AUS    | 1.55,85 |
| 5      | Adam Ruckwood      | GBR    | 1.56,04 |
| 6      | Leonardo Costa     | BRA    | 1.56,40 |
| 7      | Vladimir Selkov    | RUS    | 1.56,46 |
| 8      | Dustin Hersee      | CAN    | 1.56,57 |

| Vrouwen | Vrouwen             | Vrouwen | Vrouwen |
| #       | Zwemster            | Land    | Tijd    |
| ------- | ------------------- | ------- | ------- |
| Goud    | Mai Nakamura        | JPN     | 2.06,49 |
| Zilver  | Helen Don-Duncan    | GBR     | 2.08,18 |
| Brons   | Kelly Stefanyshyn   | CAN     | 2.09,51 |
| 4       | Danielle Lewis      | AUS     | 2.09,67 |
| 5       | Yulia Fomenko       | RUS     | 2.10,19 |
| 6       | Paige Francis       | USA     | 2.11,30 |
| 7       | Anu Koivisto        | FIN     | 2.12,67 |
| 8       | Marcela Kubalcikova | CZE     | 2.13,51 |

### 50 meterschoolslag
| Mannen | Mannen              | Mannen | Mannen |
| #      | Zwemmer             | Land   | Tijd   |
| ------ | ------------------- | ------ | ------ |
| Goud   | Dmytri Kraevskyy    | UKR    | 27,40  |
| Zilver | Patrik Isaksson     | SWE    | 27,57  |
| Brons  | Remo Lütolf         | SUI    | 27,59  |
| 4      | Roman Sloednov      | RUS    | 27,71  |
| 5=     | Kurt Grote          | USA    | 27,73  |
| 5=     | Domenico Fioravanti | ITA    | 27,73  |
| 7      | Morgan Knabe        | CAN    | 27,93  |
| 8      | Paul Kent           | NZL    | 28,10  |

| Vrouwen | Vrouwen        | Vrouwen | Vrouwen |
| #       | Zwemster       | Land    | Tijd    |
| ------- | -------------- | ------- | ------- |
| Goud    | Masami Tanaka  | JPN     | 30,80   |
| Zilver  | Penelope Heyns | RSA     | 30,88   |
| Brons   | Xue Han        | CHN     | 31,24   |
| 4       | Helen Denman   | AUS     | 31,47   |
| 5       | Julia Russell  | RSA     | 31,53   |
| 6       | Samantha Riley | AUS     | 31,54   |
| 7       | Zoë Baker      | GBR     | 31,55   |
| 8       | Janne Schaefer | GER     | 31,88   |

### 100 meterschoolslag
| Mannen | Mannen              | Mannen | Mannen  |
| #      | Zwemmer             | Land   | Tijd    |
| ------ | ------------------- | ------ | ------- |
| Goud   | Patrik Isaksson     | SWE    | 59,69   |
| Zilver | Domenico Fioravanti | ITA    | 59,88   |
| Brons  | Morgan Knabe        | CAN    | 59,93   |
| 4      | Marcel Wouda        | NED    | 1.00,05 |
| 5      | Roman Sloednov      | RUS    | 1.00,19 |
| 6      | Phil Rogers         | AUS    | 1.00,23 |
| 7      | José Couto          | POR    | 1.00,25 |
| 8      | Kurt Grote          | USA    | 1.00,28 |

| Vrouwen | Vrouwen             | Vrouwen | Vrouwen |
| #       | Zwemster            | Land    | Tijd    |
| ------- | ------------------- | ------- | ------- |
| Goud    | Masami Tanaka       | JPN     | 1.06,38 |
| Zilver  | Penelope Heyns      | RSA     | 1.06,47 |
| Brons   | Samantha Riley      | AUS     | 1.07,50 |
| 4       | Alicja Peczak       | POL     | 1.07,89 |
| 5       | Brigitte Becue      | BEL     | 1.08,04 |
| 6       | Sarah Poewe         | RSA     | 1.08,41 |
| 7       | Svetlana Bondarenko | UKR     | 1.08,45 |
| 8       | Olga Molchanova     | RUS     | 1.08,98 |

### 200 meterschoolslag
| Mannen | Mannen            | Mannen | Mannen  |
| #      | Zwemmer           | Land   | Tijd    |
| ------ | ----------------- | ------ | ------- |
| Goud   | Phil Rogers       | AUS    | 2.08,72 |
| Zilver | Ryan Mitchell     | AUS    | 2.08,73 |
| Brons  | Dmitri Komornikov | RUS    | 2.09,18 |
| 4      | Yi Zhu            | CHN    | 2.09,37 |
| 5      | Kurt Grote        | CHN    | 2.09,47 |
| 6      | José Couto        | POR    | 2.09,56 |
| 7      | Terence Parkin    | RSA    | 2.09,69 |
| 8      | Morgan Knabe      | CAN    | 2.11,37 |

| Vrouwen | Vrouwen           | Vrouwen | Vrouwen    |
| #       | Zwemster          | Land    | Tijd       |
| ------- | ----------------- | ------- | ---------- |
| Goud    | Masami Tanaka     | JPN     | WR 2.20,22 |
| Zilver  | Penelope Heyns    | RSA     | 2.24,27    |
| Brons   | Hui Qi            | CHN     | 2.25,05    |
| 4       | Alicja Peczak     | POL     | 2.25,31    |
| 5       | Lauren van Oosten | CAN     | 2.26,77    |
| 6       | Elin Austevoll    | NOR     | 2.26,78    |
| 7       | Brigitte Becue    | BEL     | 2.26,85    |
| 8       | Sarah Poewe       | RSA     | 2.28,07    |

### 50 metervlinderslag
| Mannen | Mannen              | Mannen | Mannen   |
| #      | Zwemmer             | Land   | Tijd     |
| ------ | ------------------- | ------ | -------- |
| Goud   | Mark Foster         | GBR    | 23,61    |
| Zilver | Qiang Zhang         | CHN    | 23,87    |
| Brons  | Joris Keizer        | NED    | NR 23,96 |
| 4=     | Vladislav Koulikov  | RUS    | 23,97    |
| 4=     | Jere Hård           | FIN    | 23,97    |
| 6      | Dan Lindström       | SWE    | 24,02    |
| 7      | David Carter        | AUS    | 24,03    |
| 8      | Przemyslav Pietucha | CAN    | 24,10    |

| Vrouwen | Vrouwen               | Vrouwen | Vrouwen |
| #       | Zwemster              | Land    | Tijd    |
| ------- | --------------------- | ------- | ------- |
| Goud    | Jenny Thompson        | USA     | 26,18   |
| Zilver  | Anna-Karin Kammerling | SWE     | 26,21   |
| Brons   | Inge de Bruijn        | NED     | 26,41   |
| 4       | Johanna Sjöberg       | SWE     | 26,43   |
| 5       | Ayari Aoyama          | JPN     | 26,70   |
| 6       | Danna Wang            | CHN     | 26,90   |
| 7       | Yi Ruan               | CHN     | 26,98   |
| 8       | Angela Kennedy        | AUS     | 27,06   |

### 100 metervlinderslag
| Mannen | Mannen             | Mannen | Mannen |
| #      | Zwemmer            | Land   | Tijd   |
| ------ | ------------------ | ------ | ------ |
| Goud   | Lars Frölander     | SWE    | 51,45  |
| Zilver | Michael Klim       | AUS    | 51,56  |
| Brons  | James Hickman      | GBR    | 51,60  |
| 4      | Geoff Huegill      | AUS    | 52,04  |
| 5      | Denys Sylantjev    | UKR    | 52,47  |
| 6=     | Joris Keizer       | NED    | 52,59  |
| 6=     | Takashi Yamamoto   | JPN    | 52,59  |
| 8      | Vladislav Koelikov | RUS    | 52,64  |

| Vrouwen | Vrouwen         | Vrouwen | Vrouwen |
| #       | Zwemster        | Land    | Tijd    |
| ------- | --------------- | ------- | ------- |
| Goud    | Jenny Thompson  | USA     | 57,65   |
| Zilver  | Johanna Sjöberg | SWE     | 57,74   |
| Brons   | Ayari Aoyama    | JPN     | 58,29   |
| 4       | Petria Thomas   | AUS     | 58,56   |
| 5       | Yi Ruan         | CHN     | 58,78   |
| 7       | Marja Paivinen  | FIN     | 1.00,56 |
| 8       | Anna Uryniuk    | POL     | 1.00,64 |

### 200 metervlinderslag
| Mannen | Mannen              | Mannen | Mannen  |
| #      | Zwemmer             | Land   | Tijd    |
| ------ | ------------------- | ------ | ------- |
| Goud   | James Hickman       | GBR    | 1.52,71 |
| Zilver | Takashi Yamamoto    | JPN    | 1.54,68 |
| Brons  | Denys Sylantjev     | UKR    | 1.55,41 |
| 4      | Denis Pankratov     | RUS    | 1.55,65 |
| 5      | Scott Goodman       | AUS    | 1.55,67 |
| 6      | Greg Shaw           | AUS    | 1.55,97 |
| 7      | Prezmyslav Pietucha | CAN    | 1.56,15 |
| 8      | Anatoli Polyakov    | RUS    | 1.57,08 |

| Vrouwen | Vrouwen           | Vrouwen | Vrouwen    |
| #       | Zwemster          | Land    | Tijd       |
| ------- | ----------------- | ------- | ---------- |
| Goud    | Mette Jacobsen    | DEN     | ER 2.06,52 |
| Zilver  | Petria Thomas     | AUS     | 2.06,53    |
| Brons   | Sophia Skou       | DEN     | 2.08,29    |
| 4       | Ayari Aoyama      | JPN     | 2.08,84    |
| 5       | Anna Uryniuk      | POL     | 2.09,86    |
| 6       | Jessica Deglau    | CAN     | 2.10,09    |
| 7       | Margaretha Pedder | GBR     | 2.10,76    |
| 8       | Jennifer Button   | CAN     | 2.11,44    |

### 100 meterwisselslag
| Mannen | Mannen              | Mannen | Mannen |
| #      | Zwemmer             | Land   | Tijd   |
| ------ | ------------------- | ------ | ------ |
| Goud   | Jani Sievinen       | FIN    | 54,18  |
| Zilver | Matthew Dunn        | AUS    | 54,77  |
| Brons  | Jacob Andersen      | DEN    | 55,05  |
| 4      | Peter Mankoč        | SLO    | 55,36  |
| 5      | Kunpeng Ouyang      | CHN    | 55,54  |
| 6      | Nuno Laurentino     | POR    | 55,61  |
| 7      | Robert van der Zant | AUS    | 55,64  |
| 8      | Theo Verster        | RSA    | 55,72  |

| Vrouwen | Vrouwen           | Vrouwen | Vrouwen    |
| #       | Zwemster          | Land    | Tijd       |
| ------- | ----------------- | ------- | ---------- |
| Goud    | Martina Moravcová | SVK     | ER 1.00,20 |
| Zilver  | Lori Munz         | AUS     | 1.01,40    |
| Brons   | Oxana Verevka     | RUS     | 1.01,55    |
| 4       | Xue Han           | CHN     | 1.02,08    |
| 5       | Wu Yanyan         | CHN     | 1.02,89    |
| 6       | Yvetta Hlavacova  | CZE     | 1.02,90    |
| 7       | Julia Russell     | RSA     | 1.03,21    |
| 8       | Natasa Kejzar     | SLO     | 1.03,50    |

### 200 meterwisselslag
| Mannen | Mannen                | Mannen | Mannen  |
| #      | Zwemmer               | Land   | Tijd    |
| ------ | --------------------- | ------ | ------- |
| Goud   | Matthew Dunn          | AUS    | 1.55,81 |
| Zilver | James Hickman         | GBR    | 1.56,51 |
| Brons  | Marcel Wouda          | NED    | 1.58,63 |
| 4      | Brian Johns           | CAN    | 1.59,64 |
| 5      | Jani Sievinen         | FIN    | 1.59,83 |
| 6      | Massimiliano Rosolino | ITA    | 2.00,69 |
| 7      | Jan Vitazka           | CZE    | 2.00,85 |
| 8      | Gordan Kožulj         | CRO    | 2.00,86 |

| Vrouwen | Vrouwen           | Vrouwen | Vrouwen    |
| #       | Zwemster          | Land    | Tijd       |
| ------- | ----------------- | ------- | ---------- |
| Goud    | Martina Moravcová | SVK     | ER 2.08,55 |
| Zilver  | Jana Klotsjkova   | UKR     | 2.10,67    |
| Brons   | Lori Munz         | AUS     | 2.11,48    |
| 4       | Oxana Verevka     | RUS     | 2.12,26    |
| 5       | Joanne Malar      | CAN     | 2.13,26    |
| 6       | Elli Overton      | AUS     | 2.13,34    |
| 7       | Bo Ning           | CHN     | 2.14,01    |
| 8       | Sue Rolph         | GBR     | 2.16,32    |

### 400 meterwisselslag
| Mannen | Mannen         | Mannen | Mannen  |
| #      | Zwemmer        | Land   | Tijd    |
| ------ | -------------- | ------ | ------- |
| Goud   | Matthew Dunn   | AUS    | 4.06,05 |
| Zilver | Marcel Wouda   | NED    | 4.09,29 |
| Brons  | Frederik Hviid | ESP    | 4.10,92 |
| 4      | Mickey Halika  | ISR    | 4.11,09 |
| 5      | Trent Steed    | AUS    | 4.11,74 |
| 6      | Xufeng Xie     | CHN    | 4.14,18 |
| 7      | Brian Johns    | CAN    | 4.14,35 |
| 8      | Robert Seibt   | GER    | 4.16,68 |

| Vrouwen | Vrouwen         | Vrouwen | Vrouwen |
| #       | Zwemster        | Land    | Tijd    |
| ------- | --------------- | ------- | ------- |
| Goud    | Jana Klotsjkova | UKR     | 4.32,32 |
| Zilver  | Joanne Malar    | CAN     | 4.34,90 |
| Brons   | Lourdes Becerra | ESP     | 4.38,44 |
| 4       | Jennifer Reilly | AUS     | 4.39,35 |
| 5       | Bo Ning         | CHN     | 4.40,84 |
| 6       | Hana Cerna      | CZE     | 4.41,55 |
| 7       | Rachel Harris   | AUS     | 4.41,67 |
| 8       | Liz Warden      | CAN     | 4.43,07 |

### 4×100 metervrije slag
| Mannen | Mannen                                                                                   | Mannen | Mannen     |
| #      | Zwemmer                                                                                  | Land   | Tijd       |
| ------ | ---------------------------------------------------------------------------------------- | ------ | ---------- |
| Goud   | Chris Fydler 48,02 Todd Pearson 48,24 Ian Thorpe 47,77 Michael Klim 47,18                | AUS    | 3.11,21    |
| Zilver | Mark Veens 48,06 Johan Kenkhuis 48,13 Marcel Wouda 48,09 Pieter van den Hoogenband 47,29 | NED    | ER 3.11,57 |
| Brons  | Dan Lindström Lars Frölander Matthias Ohlin Daniel Carlsson                              | SWE    | 3.12,69    |
| 4      | Gavin Meadows 49,15 Sion Brinn 48,12 Matthew Kidd 48,86 Nick Shackell 48,36              | GBR    | 3.14,49    |
| 5      | Craig Hutchison Mark Johnston Brian Johns Yannick Lupien                                 | CAN    | 3.14,90    |
| 6      | Sergei Ashikhmin Alexander Popov Denis Pimankov Roman Egorov                             | RUS    | 3.14,99    |
| 7      | Carlos Jayme Alexandre Massura Neto César Quintaes André Cordeiro                        | BRA    | 3.16,25    |
| 8      | Coley Stickles Philippe Demers Michael Williams Blaine Morgan                            | USA    | 3.19,31    |

| Vrouwen | Vrouwen                                                                          | Vrouwen | Vrouwen    |
| #       | Zwemster                                                                         | Land    | Tijd       |
| ------- | -------------------------------------------------------------------------------- | ------- | ---------- |
| Goud    | Alison Sheppard 55,22 Claire Huddart 54,84 Karen Pickering 53,66 Sue Rolph 53,16 | GBR     | 3.36,88    |
| Zilver  | Thamar Henneken Wilma van Hofwegen Chantal Groot Inge de Bruijn                  | NED     | NR 3.39,40 |
| Brons   | Lori Munz Rebecca Creedy Melanie Dodd Sarah Ryan                                 | AUS     | 3.39,82    |
| 4       | Sarah Evanetz Jessica Deglau Joanne Malar Laura Nicholls                         | CAN     | 3.41,58    |
| 5       | Nicole Zahnd Dominique Diezi Caroline Steffen Sandrine Paquier                   | SUI     | 3.46,79    |
| 6       | Charlene Wittstock Kirsten Van Heerden Julia Russell Donna Leslie                | RSA     | 3.49,00    |
| 7       | Natasa Kejzar Tanja Blatnik Ursa Slapsak Metka Sparavec                          | SLO     | 3.49,62    |
|         | Louise Jöhncke Johanna Sjöberg Anna-Karin Kammerling Therese Alshammar           | SWE     | DSQ        |

### 4×200 metervrije slag
| Mannen | Mannen                                                                                                 | Mannen | Mannen     |
| #      | Zwemmer                                                                                                | Land   | Tijd       |
| ------ | --- | ------ | ---------- |
| Goud   | Pieter van den Hoogenband 1.45,06 Johan Kenkhuis 1.46,81 Martijn Zuijdweg 1.47,20 Marcel Wouda 1.45,41 | NED    | ER 7.04,48 |
| Zilver | Gavin Meadows Sion Brinn Paul Palmer Edward Sinclair                                                   | GBR    | 7.07,20    |
| Brons  | Mark Johnston Brian Johns Rick Say Yannick Lupien                                                      | CAN    | 7.08,02    |
| 4      | Maxim Korshunov Dmitri Kouzmin Alexei Egorov Andrej Kapralov                                           | RUS    | 7.09,40    |
| 5      | Rodrigo Castro Rocha André Cordeiro Fernando Saez Cassiano Leal                                        | BRA    | 7.16,47    |
| 6      | Karel Novy Philippe Meyer Philippe Gilgen Christoph Bühler                                             | SUI    | 7.21,23    |
| 7      | Alex Fong Lok Ku Shui Ki Szeto Mark Kwok                                                               | HKG    | 7.43,54    |

| Vrouwen | Vrouwen                                                          | Vrouwen | Vrouwen    |
| #       | Zwemster                                                         | Land    | Tijd       |
| ------- | ---------------------------------------------------------------- | ------- | ---------- |
| Goud    | Josefin Lillhage Louise Jöhncke Johanna Sjöberg Malin Svahnström | SWE     | WR 7.51,70 |
| Zilver  | Claire Huddart Karen Legg Nicola Jackson Karen Pickering         | GBR     | 7.53,98    |
| Brons   | Lori Munz Jacinta van Lint Rebecca Creedy Giaan Rooney           | AUS     | 7.55,81    |
| 4       | Jessica Deglau Laura Nicholls Katie Brambley Joanne Malar        | CAN     | 7.56,21    |
| 5       | Caini Qin Min Qian Lina Yang Hua Chen                            | CHN     | 7.58,17    |
| 6       | Nadejda Chemezova Olessia Bourova Yulia Fomenko Ekaterina Kibalo | RUS     | 8.03,69    |
| 7       | Nicole Zahnd Sandrine Paquier Chantal Strasser Caroline Steffen  | SUI     | 8.09,93    |
| 8       | Maritza Correta Paige Francis Cassandra Connell Clara Ho         | USA     | 8.13,64    |

### 4×100 meterwisselslag
| Mannen | Mannen                                                                                   | Mannen | Mannen     |
| #      | Zwemmer                                                                                  | Land   | Tijd       |
| ------ | ---------------------------------------------------------------------------------------- | ------ | ---------- |
| Goud   | Chris Fydler 48,02 Todd Pearson 48,24 Ian Thorpe 47,77 Michael Klim 47,18                | AUS    | 3.11,21    |
| Zilver | Mark Veens 48,06 Johan Kenkhuis 48,13 Marcel Wouda 48,09 Pieter van den Hoogenband 47,29 | NED    | ER 3.11,57 |
| Brons  | Dan Lindström Lars Frölander Matthias Ohlin Daniel Carlsson                              | SWE    | 3.12,69    |
| 4      | Gavin Meadows 49,15 Sion Brinn 48,12 Matthew Kidd 48,86 Nick Shackell 48,36              | GBR    | 3.14,49    |
| 5      | Craig Hutchison Mark Johnston Brian Johns Yannick Lupien                                 | CAN    | 3.14,90    |
| 6      | Sergei Ashikhmin Alexander Popov Denis Pimankov Roman Egorov                             | RUS    | 3.14,99    |
| 7      | Carlos Jayme Alexandre Massura Neto César Quintaes André Cordeiro                        | BRA    | 3.16,25    |
| 8      | Coley Stickles Philippe Demers Michael Williams Blaine Morgan                            | USA    | 3.19,31    |

| Vrouwen | Vrouwen                                                                                         | Vrouwen | Vrouwen    |
| #       | Zwemster                                                                                        | Land    | Tijd       |
| ------- | ----------------------------------------------------------------------------------------------- | ------- | ---------- |
| Goud    | Mai Nakamura Masami Tanaka Ayari Aoyama Sumika Minamoto                                         | JPN     | WR 3.57,62 |
| Zilver  | Giaan Rooney Samantha Riley Petria Thomas Lori Munz                                             | AUS     | 4.00,37    |
| Brons   | Therese Alshammar Maria Östling Johanna Sjöberg Louise Jöhncke                                  | SWE     | ER 4.00,84 |
| 4       | Brenda Starink 1.01,85 Hester Broekhuizen 1.09,62 Inge de Bruijn 58,28 Wilma van Hofwegen 54,42 | NED     | NR 4.04,18 |
| 5       | Brenda Starink 1.01,85 Hester Broekhuizen 1.09,62 Inge de Bruijn 58,28 Wilma van Hofwegen 54,42 | CHN     | 4.04,44    |
| 6       | Kelly Stefanyshyn Lauren Van Oosten Karine Chevrier Laura Nicholls                              | CAN     | 4.04,92    |
| 7       | Yulia Fomenko Olga Molchanova Ekaterina Vinogradova Ekaterina Kibalo                            | RUS     | 4.06,12    |
| 8       | Katy Sexton Jaime King Caroline Foot Sue Rolph                                                  | GBR     | 4.06,62    |

## Medailleklassement
| Plaats | Land                | Goud | Zilver | Brons | Totaal |
| 1      | Australië           | 9    | 11     | 7     | 27     |
| 2      | Japan               | 6    | 2      | 1     | 9      |
| 3      | Verenigd Koninkrijk | 4    | 5      | 4     | 13     |
| 4      | Zweden              | 4    | 4      | 3     | 11     |
| 5      | Verenigde Staten    | 3    | 1      | 0     | 4      |
| 6      | Slowakije           | 3    | 0      | 0     | 3      |
| 7      | Nederland           | 2    | 3      | 5     | 10     |
| 8      | Oekraïne            | 2    | 1      | 1     | 4      |
| 9      | Cuba                | 2    | 0      | 0     | 2      |
| 10     | China               | 1    | 3      | 2     | 6      |
| 11     | Duitsland           | 1    | 1      | 0     | 2      |
| 12     | Rusland             | 1    | 0      | 3     | 4      |
| 13     | Denemarken          | 1    | 0      | 2     | 3      |
| 14     | Finland             | 1    | 0      | 0     | 1      |
| 15     | Canada              | 0    | 3      | 5     | 8      |
| 16     | Zuid-Afrika         | 0    | 3      | 0     | 3      |
| 17     | Polen               | 0    | 1      | 2     | 3      |
| 18     | Italië              | 0    | 1      | 1     | 2      |
| 19     | Argentinië          | 0    | 1      | 0     | 1      |
| 20     | Spanje              | 0    | 0      | 2     | 2      |
| 20     | Zwitserland         | 0    | 0      | 2     | 2      |
| Totaal | Totaal              | 40   | 40     | 40    | 120    |

Langebaan (50 meter):

mannen · vrouwen

Belgrado 1973 · 
Cali 1975 · 
West-Berlijn 1978 · 
Guayaquil 1982 · 
Madrid 1986 · 
Perth 1991 · 
Rome 1994 · 
Perth 1998 · 
Fukuoka 2001 · 
Barcelona 2003 · 
Montréal 2005 · 
Melbourne 2007 · 
Rome 2009 · 
Shanghai 2011 · 
Barcelona 2013 · 
Kazan 2015 · 
Boedapest 2017 ·
Gwangju 2019 · 
Boedapest 2022 · 
Fukuoka 2023 · 
Doha 2024 · 
Singapore 2025

Kortebaan (25 meter): 

Palma de Mallorca 1993 · 
Rio de Janeiro 1995 · 
Gotenburg 1997 · 
Hongkong 1999 · 
Athene 2000 · 
Moskou 2002 · 
Indianapolis 2004 · 
Shanghai 2006 · 
Manchester 2008 · 
Dubai 2010 · 
Istanboel 2012 · 
Doha 2014 · 
Windsor 2016 · 
Hangzhou 2018 · 
Abu Dhabi 2021 · 
Melbourne 2022 · 
Boedapest 2024